# Цветная монодакна
Цветная монодакна, или адакна окрашенная (лат. Monodacna colorata) — пресноводный и солоноватоводный двустворчатый моллюск семейства сердцевидок (Cardiidae). Раковина широко-овальная, тонкостенная, длиной до 40 мм, покрыта косыми треугольными рёбрами. Окраска беловатая, желтоватая, розовато-белая, красновато-бурая или серовато-сиреневая, внутри более насыщенная. Распространён в опреснённых участках и лиманах Чёрного и Азовского морей. С 1950-х годов завезён в водохранилища Днепра, Дона, Маныча, Волго-Донского канала и Волги, в дельту Волги, северную часть Каспийского моря и в некоторые водоёмы Казахстана, включая озеро Балхаш. Обитает на песчаных и песчано-илистых грунтах на глубинах до 8—12 м. Фильтратор, питается одноклеточными диатомовыми водорослями и детритом. Служит кормом для многих промысловых рыб и может использоваться в пищу человеком.

## Описание

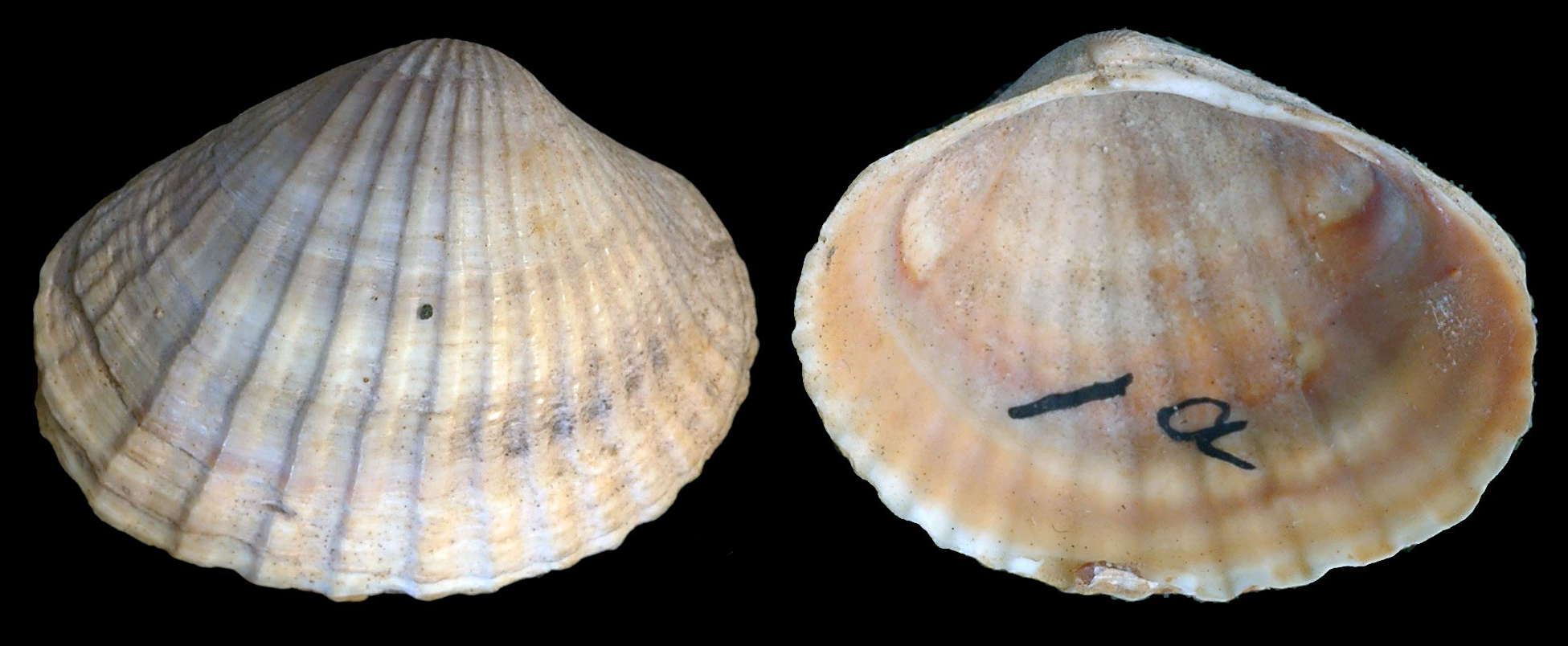
Створка цветной монодакны

Раковина широко-овальная, со слабо выступающей макушкой, тонкостенная, но прочная, умеренно выпуклая, зияющая сзади и спереди (переднее зияние может быть слабым). Длина раковины может достигать 40 мм, высота — 32 мм, выпуклость — 19 мм. Её поверхность покрыта 21—36 косыми треугольными радиальными рёбрами. Рёбра на середине раковины и на заднем крае остроугольные. Внешняя поверхность раковины беловатая, желтоватая, розовато-белая, красновато-бурая или серовато-сиреневая, покрыта серовато-зелёным периостракумом. Окраска внутренней стороны более насыщенного оттенка, зачастую желтоватая, коричневатая или серовато-лиловая. Замок каждой створки состоит из 1 кардинального зуба, выраженного в различной степени. Мантийный синус широкий, неглубокий, составляет 1/4—1/3 длины раковины или немного глубже.

## Распространие

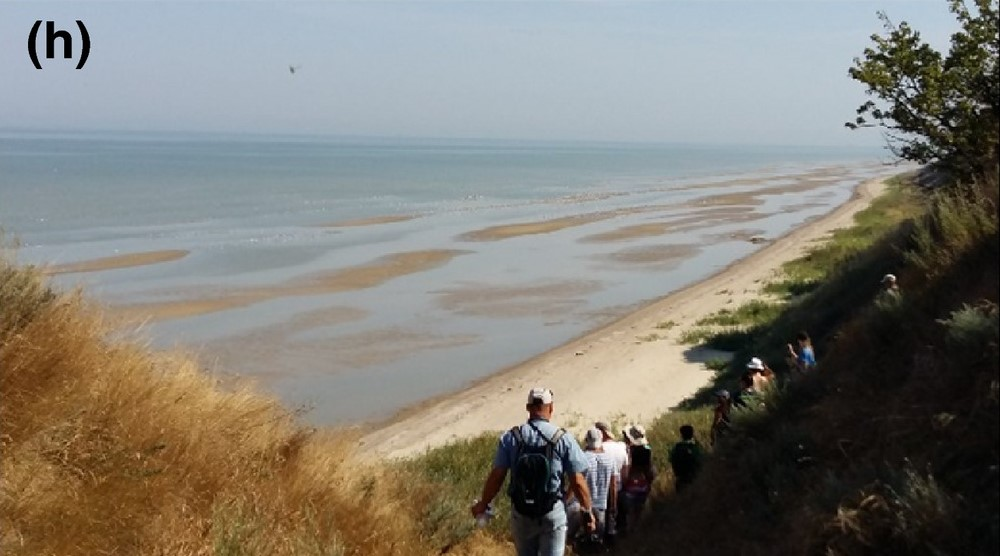
Таганрогский залив — одно из природных местообитаний цветной монодакны

Природный ареал цветной монодакны — опреснённые участки и лиманы Чёрного и Азовского морей. Она обитает в дельте Дуная в озёрах Кагул, Ялпуг, Кугурлуй и в группе озёр Разелм-Синое, а также в Кучурганском, Днестровском, и Днепро-Бугском лиманах, в Таганрогском заливе, дельте Дона, дельте Кубани в Кирпильском, Курчанском, Коноваловском, Куликовском лиманах, в лимане Поляков и в Темрюкском заливе. В озеро Сасык (Кундук), где ранее обитали морские виды, монодакна проникла из-за снижения солёности после постройки канала в 1978 году, соединившего водоём с Дунаем.
В XX веке из-за освоения земель монодакна исчезла из дунайского озера Братес. В Тилигульском лимане она вымерла из-за повышения солёности в результате постройки канала, соединяющего водоём с Чёрным морем. В раннем XX веке она также обитала в Березанском лимане и впоследствии исчезла из некоторых ранее известных местонахождений, хотя некоторые участки этого эстуария ещё не исследовались. Пустые раковины вида были найдены в Варненском озере в Болгарии, где он, по всей видимости, обитал до увеличения уровня солёности в XX веке. В Ейском лимане монодакна в последний раз была отмечена в 2000-х годах и впоследствии вымерла из-за осолонения и эвтрофикации. В Ахтанизовском лимане её находили в раннем XX веке, однако в более поздних исследованиях она там не обнаружена.
В 1951—1956 годах цветную монодакну выпускали в Веселовское водохранилище на реке Маныч. С 1959 года она отмечается в северной части Каспийского моря в авандельте Волги, куда, вероятно, была занесена судами после открытия Волго-Донского канала. В дальнейшем вид расселился по водохранилищам Днепра, по нижнему течению Дона, в Цимлянское водохранилище, в Карповское, Береславское и Варварское водохранилища Волго-Донского канала, в Волгоградское и Саратовское водохранилища на Волге, в реку Большой Иргиз и в дельту Волги. С 1965 по 1970 год монодакна выпускалась в Куйбышевское водохранилище, где изначально не прижилась, но была вновь отмечена в XXI веке.
В 1965 году цветная монодакна была интродуцирована в озеро Балхаш, а в 1970-х годах — в Капшагайское водохранилище. С тех пор вид проник в некоторые другие водоёмы Казахстана, например, в канал Иртыш — Караганда.

## Экология
Цветная монодакна обитает в пресных и слегка солоноватых водах на песчаных и песчано-илистых грунтах на глубинах до 8—12 м. Она живёт в водах с солёностью до 7 ‰, но некоторое время может также выживать при солёности 12—16 ‰. Будучи фильтратором, она питается одноклеточными диатомовыми водорослями (Navicula, Coscinodiscus и т. д.) и детритом. В пределах природного ареала вид образует сообщества с дрейссенами (Dreissena) и солоноватоводными сердцевидками Adacna fragilis и Hypanis plicata.
Монодакна обычно начинает созревать на втором году жизни при длине 10 мм. Трёхлетние особи длиной более 20 мм являются половозрелыми. Размножение наблюдается с конца апреля по сентябрь. Самки производят около 200 тысяч яиц, за раз вымётывая от нескольких десятков до 50—70 штук. При температуре 11—24 °C развитие от эмбриона до велигера занимает 1 сутки. Велигер плавает в воде 14—30 суток после чего оседает на грунт.
На цветной монодакне может паразитировать не определённая до вида двуустка.

## Значение
Цветная монодакна поедается многими промысловыми рыбами, включая тарань (Rutilus heckelii), леща (Abramis brama), осетровых и личинок тюльки. Помимо вышеупомянутых преднамеренных интродукций, в 1964 и 1965 годах данного моллюска также выпускали в Аральское море, где он не прижился. В 1948 и 1960 годах предлагалось вселить монодакну в Каспийское море, куда она впоследствии была случайно занесена судами.
Известно, что вид может использоваться в пищу человеком.

## Охрана
Природохранный статус вида не оценивался Международным союзом охраны природы. В группе озёр Разелм-Синое численность монодакны и других солоноватоводных видов сокращается из-за перекрытия каналов, соединяющих водоёмы с Чёрным морем, и перенаправления течения Дуная во второй половине XX века, что в свою очередь привело к увеличению числа пресноводных видов. Популяция Кучурганского лимана занесена в Красную книгу Молдовы под категорией «вымирающие» (Endangered), поскольку здесь виду угрожает загрязнение и изменения гидрологического режима водоёма. В России моллюск включён в Красную книгу Краснодарского края (2017) под категорией 3 — «Уязвимые», так как считалось, что единственная жизнеспособная популяция в регионе находится в Кирпильском лимане. Однако, до этого монодакну находили и в других водоёмах юго-восточного Приазовья, хотя текущее состояние этих популяций неизвестно.

## Таксономия

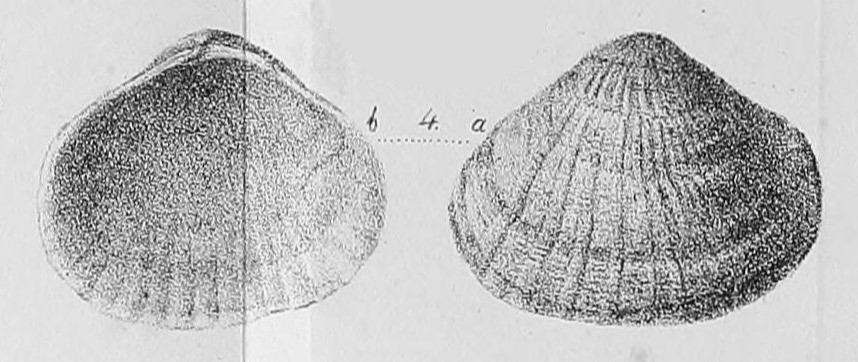
Рисунки Glycymeris colorata из работы Э. И. Эйхвальда (1829 год)

Впервые вид был описан российским естествоиспытателем Эдуардом Ивановичем Эйхвальдом в 1829 году под названием Glycymeris colorata. Типовое местонахождение («Hab. Hypanin fluvium, ad nigrum usque mare») по мнению разных авторов относится либо к низовьям реки Южный Буг или к Кубани. Типовые экземпляры неизвестны.
Черноморская монодакна (Monodacna pontica) отличается от M. colorata более округлыми рёбрами и менее яркой окраской. Ф. Весселинг и соавторы (2019) считали M. pontica синонимом M. colorata, связывая различия в строении раковины с субстратом, на котором обитают моллюски. Й. тер Пуртен (2024) предварительно указывал M. pontica в качестве самостоятельного вида, ожидая дальнейших исследований.
И. Борча (1926) описал вид Adacna luciae и несколько вариететов M. colorata: ialpugensis, angusticostata, lucida и razelmiana. Большинство авторов указывало для Чёрного моря 2 вида рода Monodacna (иногда рассматривался как подрод рода Hypanis): M. colorata и M. pontica. Скарлато и Старобогатов (1972) также включали Hypanis ialpugensis, H. angusticostata и H. luciae, в то время как razelmiana считался частичным синонимом H. angusticostata и H. colorata. Мунасыпова-Мотяш (2006) указывала только H. colorata, H. pontica и H. angusticostata, различая их по анатомическим признакам. Молекулярные исследования Л. Попа и соавторов (2011) показали, что H. angusticostata является синонимом H. colorata. Все остальные вышеупомянутые таксоны, введённые Борча, а также вариетет tanaisiana, описанный Милашевичем (1916), в настоящее время считаются синонимами M. colorata.